# Генсхаймер, Уве
У́ве Генсха́ймер (нем. Uwe Gensheimer; род. 26 октября 1986 года, Мангейм, Германия) — немецкий гандболист. Бронзовый призёр Олимпийских игр 2016 года в составе сборной Германии.

## Карьера

### Клубная
Уве Генсхаймер — воспитанник клуба TV 1892 Friedrichsfeld. Профессиональную карьеру Уве Генсхаймер начал в немецкой клубе «Кранау/Эстринген», который выступал в бундеслиге, вылетев из неё в 2004 году. В 2005 году Уве Генсхаймер помог выйти «Кранау/Эстринген» в бундеслигу, забив 203 гола в 33 матчах. В 2007 году «Кранау/Эстринген» сменил название на «Райн-Неккар Лёвен». Уве Генсхаймер стал третьим в списке лучших бомбардиров бундеслиги в 2010 году. В сезоне 2011/12 Уве Генсхаймер стал лучшим бомбардиром сезона в бундеслиги с 247 голами. В сезоне 2015/16 «Райн-Неккар Лёвен» выиграл чемпионат Германии. 
С сезона 2016/17 Уве Генсхаймер стал игроком «Пари Сен-Жермен», заключив контракт на 3 года. 
С сезона 2019/20 Генсхаймер снова выступал за клуб «Райн-Неккар Лёвен», где и завершил карьеру в 2024 году.

### В сборной
Генсхаймер выступал за сборную Германии в 2006—2021 годах; с 2014 года был капитаном команды. Дебют Уве в сборной состоялся в 25  ноября 2005 года в матче против Словении. Генсхаймер провёл в сборной 204 матча и забил 921 мяч. Вошёл в символическую сборную на позиции левого крайнего по итогам Олимпийского турнира 2016 года.

## Титулы
- Победитель чемпионата Германии: 2016
- Победитель чемпионата Франции: 2017, 2018, 2019
- Обладатель кубка Франции: 2018
- Обладатель кубка французской лиги: 2017, 2018, 2019
- Победитель кубка ЕГФ: 2013
- Бронзовый призёр летних Олимпийских игр: 2016

## Статистика
Статистика Уве Генсхаймера сезона 2018/19 указана 31.8.2019
| Сезон     | Клуб                    | Лига           | Матчи | Голы | 7-метр | Голы |
| --------- | ----------------------- | -------------- | ----- | ---- | ------ | ---- |
| 2007/08   | Рейн-Неккар Лёвен       | Бундеслига     | 31    | 128  | 0      | 128  |
| 2008/09   | Рейн-Неккар Лёвен       | Бундеслига     | 32    | 132  | 3      | 129  |
| 2009/10   | Рейн Неккар Лёвен       | Бундеслига     | 34    | 215  | 98     | 117  |
| 2010/11   | Рейн Неккар Лёвен       | Бундеслига     | 34    | 214  | 81     | 133  |
| 2011/12   | Рейн Неккар Лёвен       | Бундеслига     | 33    | 249  | 84     | 165  |
| 2012/13   | Рейн Неккар Лёвен       | Бундеслига     | 16    | 105  | 37     | 68   |
| 2013/14   | Рейн Неккар Лёвен       | Бундеслига     | 32    | 209  | 75     | 134  |
| 2014/15   | Рейн Неккар Лёвен       | Бундеслига     | 36    | 215  | 89     | 126  |
| 2015/16   | Рейн Неккар Лёвен       | Бундеслига     | 29    | 197  | 87     | 110  |
| 2016/17   | Пари Сен-Жермен Гандбол | LNH Division 1 | 24    | 167  | 55     | 112  |
| 2017/18   | Пари Сен-Жермен Гандбол | LNH Division 1 | 23    | 115  | 26     | 89   |
| 2018/19   | Пари Сен-Жермен Гандбол | LNH Division 1 | 24    | 117  | 53     | 64   |
| 2007—2016 | Итого                   | Бундеслига     | 286   | 1674 | 558    | 1116 |